# Русское паровозостроительное и механическое акционерное общество
Русское Паровозостроительное и Механическое акционерное общество (РПиМО) — промышленная компания Российской империи.

## История

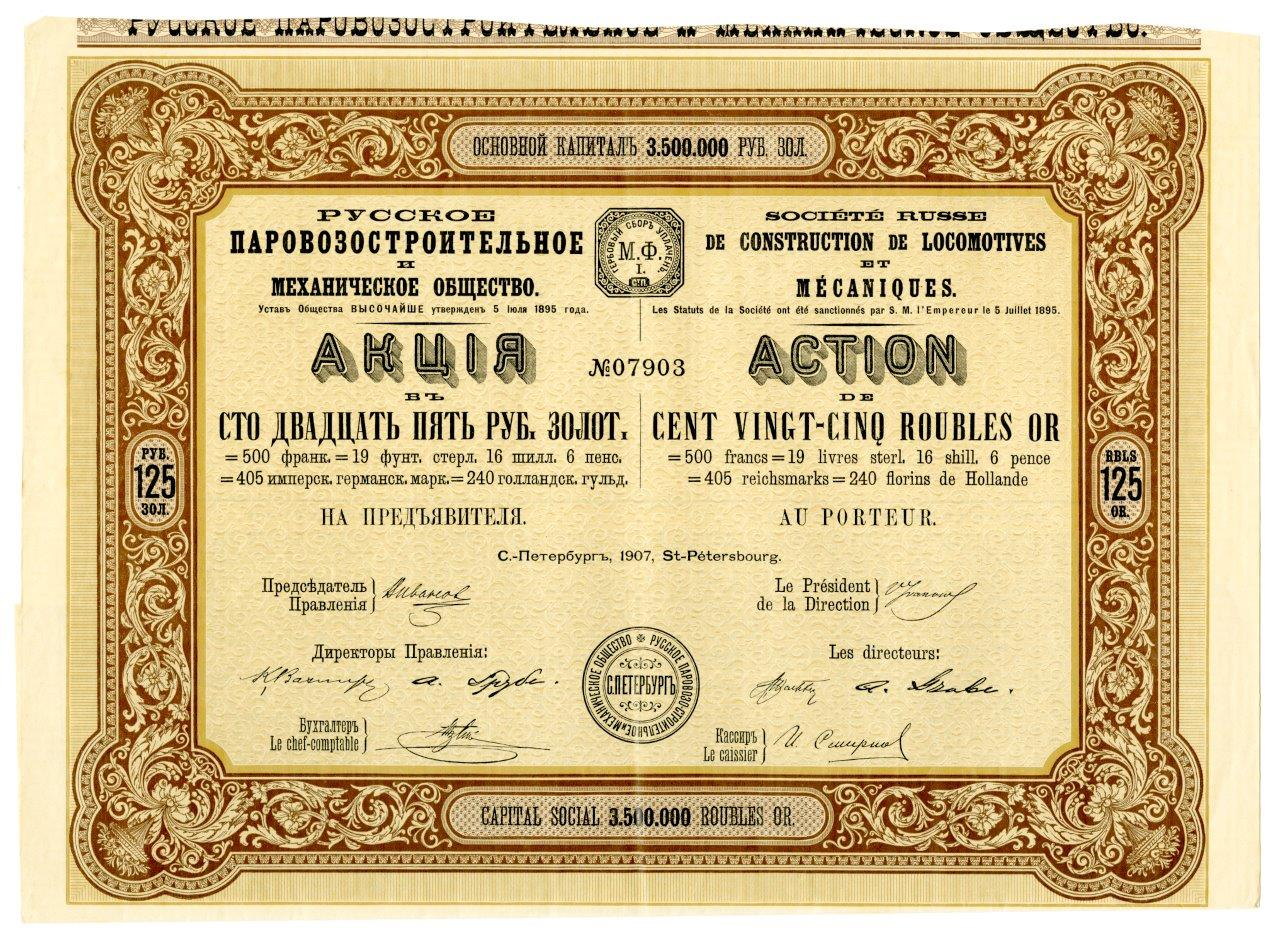
Акция в 125 руб. золотом на предъявителя Русского паровозостроительного и механического общества с основным капиталом в 3,5 млн. руб. золотом. С.-Петербург, 1907 г.

Акционерное общество основано в 1895 году в Санкт-Петербурге с основным капиталом 3,5 млн рублей золотом.
Учредители: А. С. Прохоров — купец 1-й гильдии, директор Петербургского биржерого комитета; А. И. Мураний — купец 1-й гильдии, директор Петербургского частного коммерческого банка; Р. Буэ — владелец машиностроительных заводов во Франции. 5 июля 1895 года утверждён Устав АО РПиМО, первый параграф которого определял: «Для построения в России паровозов и железнодорожных принадлежностей, всякого рода машин и их частей, потребных для судостроения, а также с целью добычи, выплавки и обработки всякого рода металлов и приготовления из них изделий…»
Членами правления АО РПиМО были избраны: В. М. Иванов — председатель правления; А. И. Мураний — заместитель председателя правления; М. Р. Корпе, А. Р. Грубе и Р. Буэ — директора правления; А. С. Прохоров и Н. Я. Кошкарёв — кандидаты в директора правления. Правительство России, в рамках проводимой им протекционистской политики в отношении отечественных производителей, в целях стимулирования и обеспечения наиболее благоприятных условий для развития русского машиностроения в Центральной части и на Юге страны, обеспечило для РПиМО гарантированный предварительный заказ Министерства путей сообщения на изготовление 480 единиц товарных «8-колёсных» (тип 0-4-0) паровозов, начиная с 1897 года, в течение 6 лет.
Договор РПиМО с Министерством путей сообщения на ежегодный выпуск 150 паровозов («независимо от производства машино-орудий на сумму до 1 млн.руб.») был заключён 31 июля 1895 года.
Этот договор послужил основным фактором для основания в Харькове нового специализированного паровозостроительного завода — ХПЗ, начатого строительством в 1895 году.